# Ceropegia ballyana
Ceropegia ballyana là một loài thực vật có hoa trong họ La bố ma. Loài này được Bullock mô tả khoa học đầu tiên năm 1955.